# Tasman Motorsports
Tasman Motorsports Group foi uma equipe americana-neozelandesa de automobilismo fundada por Steve Horne.
Começou na Indy Lights, porém foi na CART (mais tarde, Champ Car) onde a equipe obteve razoável destaque. Estreou no Grande Prêmio de Miami em 1995, tendo o brasileiro André Ribeiro ao volante. Nas 500 Milhas de Indianápolis, o canadense Scott Goodyear, que disputaria ainda 2 corridas na temporada, chegou a liderar a prova, mas acabou punido por ultrapassar o Pace Car em banddeira amarela. Em New Hampshire, André Ribeiro conquistou sua primeira vitória - e também da equipe.
Entre 1996 e 1997, o mexicano Adrián Fernández guiou para a equipe, obtendo a primeira vitória de sua carreira na CART no GP de Toronto - marcado pelo acidente que matou o norte-americano Jeff Krosnoff a três voltas para o final da etapa. André Ribeiro continuou correndo até 1997, conquistando a última vitória dele na Rio 400 da temporada anterior.
A última temporada da equipe foi em 1998, com o novato brasileiro Tony Kanaan pilotando o único carro que a Tasman disponibilizou para a disputa. Obteve mais 2 pódios (Laguna Seca e Houston) antes de encerrar suas atividades logo após o encerramento da temporada, quando fundiu-se com a Forsythe no ano seguinte.

## Pilotos
- André Ribeiro (1995-1998)
- Tony Kanaan (1998)
- Scott Goodyear (1995)
- Adrián Fernández (1996-1997)